# Grégoire Francois Du Rietz
Grégoire Francois Du Rietz (Durietz) né en 1607 à Arras et mort le 5 mars 1682 à Stockholm est un docteur en médecine qui a exercé à la cour des monarques de Suède.

## Biographie
Du Rietz est diplômé de l'université de la ville huguenote d'Orange en Provence. En 1642 Du Rietz arrive à Stockholm, c'est le premier des savants à venir à la cour de la Christine de Suède et il devient le docteur personnel de la reine. Lorsqu'elle abdique en 1654, il devient le médecin de Charles X Gustave, d'Edwige-Éléonore de Holstein-Gottorp et de leur fils Charles XI. 
Du Rietz a fondé avec trois autres médecins le Collegium medicorum à Stockholm en 1663, renommé Collegium medicum 1688. Pendant quelques années il fut un des chefs pour la paroisse huguenote provisoire de Södermalm à Stockholm où plusieurs familles huguenotes habitaient et il fut enterré à Södermalm en l'église Maria Magdalena.
Du Rietz s'est marié en premières noces avec Estré Radoul. Leur fils a vécu et est mort en France ; leur fille Estré s'est mariée à M. de Vempère dans le Languedoc. Du Rietz s'est marié une deuxième fois le 27 avril 1648 à Stockholm avec Helena Radou, fille du commerçant de Stockholm Jacob Radou et veuve d'un commerçant hollandais. À travers elle, Du Rietz devint propriétaire de quelques ferronneries suédoises.